# Без долі (фільм)
«Без долі» (угор. Sorstalanság) —  кінофільм. Екранізація однойменного роману нобелівського лауреата з літератури Імре Кертеса.

## Премії та нагороди
- Номінований — «Золотий ведмідь» МКФ в Берліні — Лайош Кольтано
- Номінований — European Film Award — Найкращий режисер — Дьюла Падоша
- Номінований — European Film Award — Найкращий композитор — Енніо Морріконе
- Офіційний вибір — МКФ в Берлин 2005
- Офіційний вибір — МКФ в Теллуріді, Колорадо 2005
- Офіційний вибір — МКФ у Карлових Варах
- Гала-презентація — МКФ в Единбурзі
- Спеціальна презентація — МКФ в Торонто 2005
- Спеціальна презентація — МКФ в Чикаго 2005
- Спеціальна презентація — МКФ в Лос-Анджелесі 2005